# الشبرونية
الشبرونية هي قرية سورية من قرى تلكلخ التابعة لمحافظة حمص. تقع في سهل عكار وتتميز بتنوعها الجغرافي حيث تشكل نهاية سلسلة جبال عكار الغربية وبداية سهل عكار، تمتاز بأرضها الخصبة ومياهها الوفيرة.

## المساحة والموقع
تبلغ المساحة الإجمالية للقرية حوالي 700 هكتار؛ بارتفاع ما يقارب 200 متر عن سطح البحر. يمتد النطاق العقاري للبلدة على طول النهر الكبير الجنوبي المحاذي للقطر اللبناني من قرية أدلين شرقا حتا الدبوسية (معربو) غربا ثم يمتد شمالا من قرية السميكة حتى قرية المدحلة - محافطة طرطوس شمال غرب.
يحاذي القرية بلدات أدلين، أبو المشاعيب، السميكة، العامرية، تبة، حنا، الدبوسية، معربو، المدحلة، ظربليط. أما البلدات المحاذية من الجهة اللبنانية فهي العبودية، عمار البيكات، النورة، التحته، قشلق، حكر جنين.

## السكان
عدد السكان حوالي 6000 نسمة، ويوجد عدد كبير من العائلات المهاجرين منذ خمسينات القرن الماضي.[بحاجة لمصدر]

## الإنتاج الزراعي
يرتكز الإنتاج الزراعي على الزيتون والقمح والحمضيات والذرة والفول السوداني (الفستق) والباميا والفريز والرمان والبقول ودخان والتنباك.
كما يتم فيها تربية المواشي والخيول وتعد من القرى المنتجة للعسل طبيعي وتشتهر بخصوبة أرضها ووفرة مياهها العذبة فهي تجمع بطببعتها الخلابة عدة أودية وهضاب مثل وادي القصب ووادي الزعرور ووادي السجريق ووادي المكفوتي، كما تشقها ترعة مياه عذبة من الغرب تروي منها كافة بلدات سهل عكار الشمالي وتمتاز بطيبة أهلها وكرمهم.

## التعليم
يتوفر في القرية مدرسة حكومية ابتدائية للصف السادس والتعليم مجاني كما يوجد بها العديد من المقامات الدينية ومسجد.